# Joachim Yaw
Joachim Yaw Acheampong (Acra, Ghana, 2 de noviembre de 1973) es un exfutbolista ghanés. Jugó de centrocampista en Primera División de España con la Real Sociedad de Fútbol. Fue internacional absoluto con la selección ghanesa.

## Trayectoria
Yaw comenzó en el Abossey Okai Soccer Missionaries, Abuakwa Susubiribi, Okwawu United y Obuasi Goldfields. La medalla de bronce conseguida en los Juegos Olímpicos de Barcelona en 1992 le reportó crédito para poder ofrecer su fútbol en ligas más importantes que la ghanesa. Dejó el fútbol ghanés para jugar en la Segunda división sueca, posteriormente jugó en Primera división española en la Real Sociedad, y finalizó en el fútbol español en el Hércules. Más tarde jugaría en Turquía y en su país.
Con la selección de Ghana jugó la Copa de África de 1994 y 1996. En la temporada 2009/10 entrena al Tema Youth de la Poly Tank Division One League de Ghana.

## Clubes
| Club              | País    | Periodo   |
| ----------------- | ------- | --------- |
| Ashanti Gold SC   | Ghana   | 1989-1993 |
| IFK Norrköping    | Suecia  | 1993-1995 |
| Real Sociedad     | España  | 1995-1997 |
| Hércules C. F.    | España  | 1997-1998 |
| Samsunspor        | Turquía | 1998-1999 |
| Power F. C.       | Ghana   | 1999-2001 |
| King Faisal Babes | Ghana   | 2001      |
| Yimpas Yozgatspor | Turquía | 2001-2002 |